# جاك فيليريه
جاك فيليريه ( 6 فبراير 1951 - 28 يناير 2005) كان ممثل فرنسي أشتهر لدوره في فيلم عشاء الحمقى.

## وصلات خارجية
- جاك فيليريه على موقع IMDb (الإنجليزية)
- جاك فيليريه على موقع ميتاكريتيك (الإنجليزية)
- جاك فيليريه على موقع روتن توميتوز (الإنجليزية)
- جاك فيليريه على موقع ألو سيني (الفرنسية)
- جاك فيليريه على موقع ميوزك برينز (الإنجليزية)
- جاك فيليريه على موقع أول موفي (الإنجليزية)
- جاك فيليريه على موقع قاعدة بيانات الأفلام السويدية (السويدية)
- جاك فيليريه على موقع إن إن دي بي (الإنجليزية)
- جاك فيليريه على موقع ديسكوغز (الإنجليزية)
- جاك فيليريه على موقع قاعدة بيانات الفيلم (الإنجليزية)